# Гей, Николай Константинович
Никола́й Константи́нович Гей (13 апреля 1923 — 27 августа 2021) — советский и российский литературовед, доктор филологических наук, заслуженный деятель науки Российской Федерации. Член Союза писателей с 1968 года. Участник Великой Отечественной войны.

## Биография
Родился в семье партийного работника К. В. Гея (впоследствии репрессированного). Перед войной поступил в Литинститут. В ноябре 1941 года был призван в армию, с начала 1942 года — красноармеец 709-го разведывательно-артиллерийского дивизиона (с марта 1943 года — 15-й гвардейский разведывательно-артиллерийский дивизион). Уволен в запас в 1947 году в звании рядового. Член ВКП(б) с 1949 года.
Окончил филологический факультет МГУ в 1952 году. В 1955 году, после защиты кандидатской диссертации на тему «Общественный идеал и его воплощение в советской литературе», был зачислен в штат ИМЛИ. В 1959—1960 годах работал инструктором отдела культуры ЦК КПСС. В 1971 году защитил докторскую диссертацию на тему «Проблема художественности литературы».
Основная сфера интересов — теория и поэтика литературы, советская литература; член Пушкинской комиссии ИМЛИ РАН. В 1979—1987 годах читал на филологическом факультете МГУ курс теории литературы.
Сын Александр (род. 1953) — археолог.
Скончался 27 августа 2021 года на 99-м году жизни. Похоронен 30 августа на Даниловском кладбище.

## Основные работы
- Гей Н. К., Пискунов В. М. Эстетический идеал советской литературы. — М.: Изд-во АН СССР, 1962. — 208 с.
- Народность и партийность литературы. — М.: Худож. лит., 1964. — 134 с. — (Массовая историко-литературная б-ка).
- Гей Н. К., Пискунов В. М. Мир, человек, искусство. — М.: Сов. писатель, 1965. — 293 с.
- Искусство слова: О художественности литературы. — М.: Наука, 1967. — 364 с.
- Пафос социалистического реализма. — М.: Худож. лит., 1970. — 120 с. — (Массовая историко-литературная б-ка).
- Художественное богатство литературы социалистического реализма. — М.: Знание, 1971 — 95 с. (Новое в жизни, науке, технике. Подписная научно-популярная серия «Литература». 1971. № 4—5).
- Художественность литературы: Поэтика, стиль. — М.: Наука, 1975. — 471 с.
- Проза Пушкина: Поэтика повествования / Отв. ред. С. Г. Бочаров. — М.: Наука, 1989. — 270 с.
- Хронотавр и Солнце: Роман-реквием. — М.: Сов. писатель, 1991. — 378 с. — ISBN 5-265-01085-8
- Пушкин А. С. Повести Белкина / Ред.-сост. Н. К. Гей, И. Л. Попова. — М.: ИМЛИ РАН: Наследие, 1999. — 830 с.
- Пушкин-прозаик: Жизнь — творчество — произведение. — М.: ИМЛИ РАН, 2008. — 486 с. — ISBN 978-5-9208-0305-4.